# Духовщинський повіт
Духовщинський пові́т — історична адміністративно-територіальна одиниця у складі Смоленської губернії Російської імперії. Повітовий центр — місто Духовщина.

## Історія
Повіт утворено 1775 року під час адміністративної реформи імператриці Катерини II у складі Смоленського намісництва під назвою Касплянський повіт із центром у місті Каспля.
1777 року центр повіту перенесено до міста Духовщина й назву повіту змінено на Духовщинський.
1796 року повіт розформовано.
1802 — поновлено у складі відновленої Смоленської губернії.
1925 року центр повіту перенесено до міста Ярцево й повіт отримав назву Ярцевський.
Остаточно ліквідований 1929 року за новим адміністративно-територіальним розмежуванням, територія розподілена переважно між Духовщинським і Ярцевським районами.

## Населення
1859 рік у повіті мешкало 76 560 осіб (37024 чоловічої статі та 39536 — жіночої), налічувалось 7748 дворових господарств.
За даними перепису 1897 року в повіті мешкало 124 286 осіб (60 263 чоловіки та 64 023 — жінки), частка росіян сягала 98,3%. У повітовому місті Духовщина мешкало 3109 осіб.

## Адміністративний поділ
На 1913 рік повіт поділявся на 15 волостей:
- Воротишенська;
- Горкинська
- Зимицька;
- Копиревщинська;
- Кубаровська;
- Надвинська;
- Пречистинська;
- Присельська;
- Сирокоренсько-Липецька;
- Суєтовська;
- Сущевська;
- Тяполовська;
- Чижевська;
- Шиловицька;
- Узвозька.